# Stora synagogan, Bryssel
Stora synagogan (nederländska: Grote Synagoge, franska: Grande Synagogue) är en synagoga i Belgiens huvudstad Bryssel, som också är säte för EU:s regering Europeiska kommissionen och för Europeiska judiska rådet.
Byggnaden ritades år 1875 i romansk-bysantinsk stil av arkitekten Desiré De Keyser och uppfördes år 1878. Den är belägen på Rue de la Régence 32 i Bryssel. Synagogan klarade sig under andra världskriget och förintelsen, där 25 000 belgiska judar dog. År 2008 fanns omkring 15 000 judar i Bryssel.
Den 4 juni 2008 dedicerades synagogan till alla Europas judar av Europeiska kommissionens dåvarande ordförande José Manuel Barroso tillsammans med två av Europas ledande rabbiner. Den fick då det nya namnet Stora europeiska synagogan (engelska: Great Sunagogue of Europe). Man hoppades att synagogan skulle bli ett centrum för judendomen i Europa, såsom Peterskyrkan är det för romersk-katolska kristna. Det nya namnet är emellertid 2023 inte i bruk, kanske för att synagogan inte har några uppenbara europeiska funktioner.